# Stefan Junge
Stefan Junge, född den 1 september 1950 i Leipzig, Sachsen, är en östtysk friidrottare.
Han tog OS-silver i höjdhopp vid friidrottstävlingarna 1972 i München. 